# Пижма (приток на Печора)
Пижма (Печорска Пижма) (на руски: Пижма, Печорская Пижма) е река в Република Коми и Архангелска област на Русия, ляв приток на Печора. Дължина 361 km (с река Печорска Пижма). Площ на водосборния басейн 5470 km².
Река Пижма води началото си под името Печорска Пижма от езерото Ямозеро, разположено на 212 m н.в., в Тиманското възвишение, в северозападната част на Република Коми. До устието на десния си приток Светлая се нарича Печорска Пижма и тече в югоизточна посока (частично по границата с Архангелска област). (Според някои географски източници река Пижма се образува от сливането на реките Печорска Пижма (лява съставяща, 78 km) и Светлая (дясна състовяща, 47 km), като по този начин дължината ѝ е 283 km). След това вече само като Пижма до устието на река Умба тече на изток, а след нея на север и север-североизток в силно залесена и заблатена долина с много меандри. Влива се отляво в река Печора, при нейния 419 km, на 8 m н.в., срещу село Уст Цилма, разположено на противоположния бряг на Печора. Основни притоци: леви – Вяткина (60 km); десни – Умба (76 km). Има смесено подхранване с преобладаване на снежното, с ясно изразено пролетно пълноводие през месец май. Среден годишен отток 55 m³/s, максимален над 800 m³/s. Заледява се в края на октомври или началото на ноември, а се размразява в края на април или началото на май. Плавателна е за плиткогазещи съдове на 11 km от устието. По течението ѝ има седем постоянни населени места – селата Льовкинская, Верховская, Скитская, Степановская, Замежная, Загривочная и Боровская.